# Rieselfeld

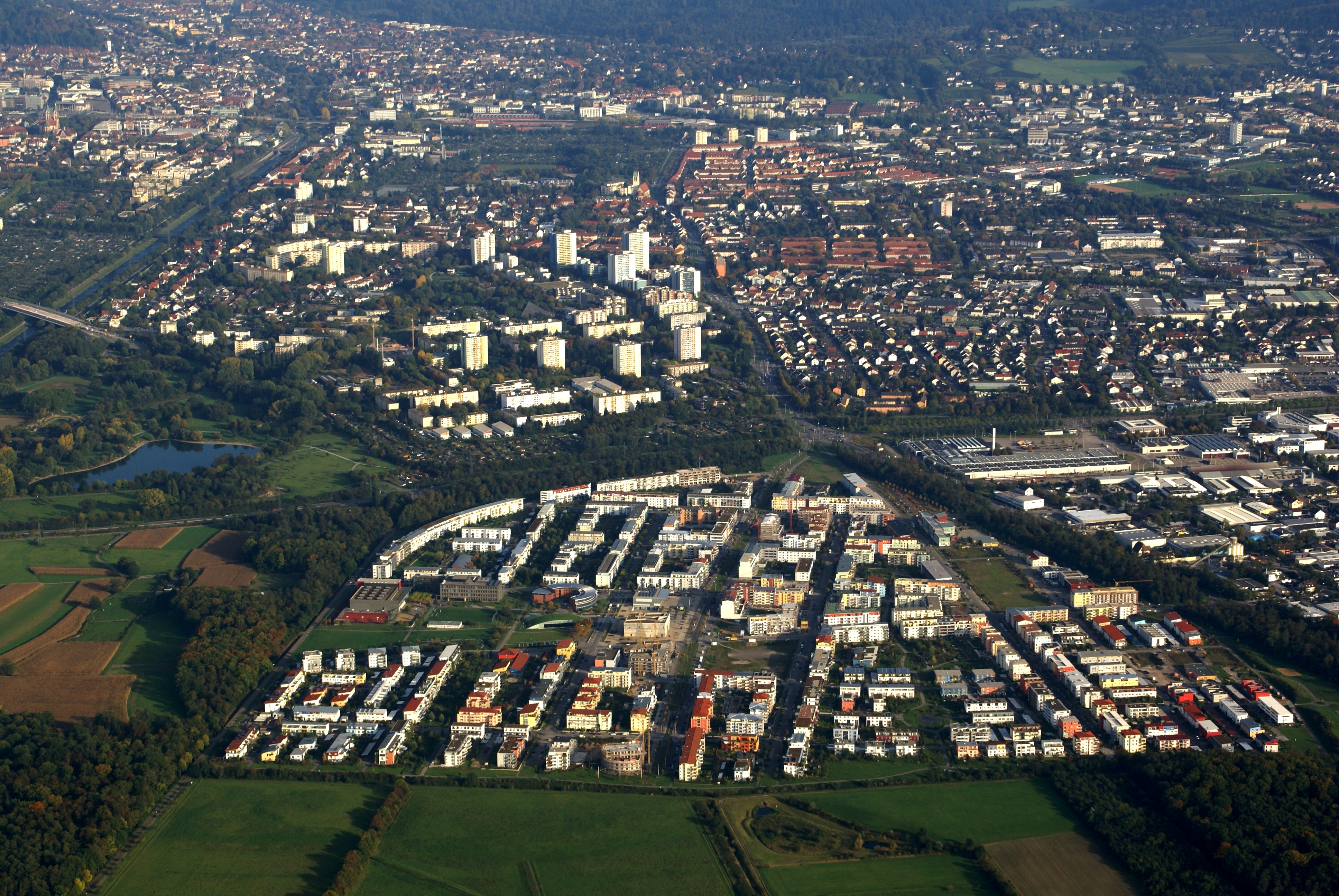
Vue aérienne de Rieselfeld en 2007.

Rieselfeld est un quartier récent de Fribourg-en-Brisgau. Le quartier est connu pour son urbanisme novateur, au même titre que le quartier Vauban de Fribourg-en-Brisgau,.